# Castelo Hatley
O Hatley Castle (em língua portuguesa, Castelo Hatley) localiza-se em Victoria, na Colúmbia Britânica, no Canadá.
Réplica de um castelo, possui belíssimos jardins (o Hatley Park), e abriga a Royal Roads University, antiga Royal Roads Military College.
Tornou-se conhecido por ser a locação das filmagens externas da mansão de Lex Luthor, na série de TV americana Smallville. Recentemente também foi utilizado nas filmagens da série de televisão Arrow, como mansão da família Queen, e na série de televisão Witches of East End, como mansão da família Gardiner.
No cinema, serviu como cenário para a Escola para Jovens Superdotados do Professor Xavier, dos filmes da série de filmes X-Men, para a Auradon Prep no filme Descendants da Disney, e para a Mansão X em Deadpool (2016).